# 羽田・成田リニア新線構想
羽田・成田リニア新線構想（はねだ・なりたリニアしんせんこうそう）は、日本で構想された鉄道路線計画。

## 概要
首都圏空港の機能強化のため、羽田、成田両空港をリニアモーターカーで結び一体的運用しようという構想。計画によれば工法は大深度地下のシールドトンネルとし、物流機能も備える模様。完成すれば両空港間は時速約300キロで走行され、約15分で結ばれることになる。試算では建設費は1兆3,000億円で、経済波及効果は2兆9,000億円。
羽田 - 成田間に続き、羽田 - 横浜間・東京湾臨海部 - さいたま新都心間、さらに米軍横田飛行場の軍民共用化を想定した新宿 - 横田間の各路線まで段階的に建設する計画としている。
2009年4月に神奈川県が本構想に関する報告書を発表したほか、同月には神奈川県と千葉県が共同で具体的な建設に向けた研究会を設置する方針も明らかにされている。ただ一方で、神奈川県の報告書によれば年間の運営費が約1,200億円と想定しており、仮に運賃を片道5,000円とした場合で採算ベースに乗せるには年間2,400万人の乗客が必要となる（参考として、2010年現在東京空港交通が同区間で運行しているリムジンバスの運賃が、大人片道3,000円である）。2004年に国土交通省が行った調査では、成田 - 羽田間を移動する旅客数は年間約110万人程度にとどまっているため、20倍以上もの乗客を乗せなくては採算が取れない路線計画に対し、実現性は乏しいとみられ、その後の動きは無い。
また、同じく羽田成田間のアクセス改善計画として都心直結線（京成押上線押上駅 - 新東京駅 - 京急本線泉岳寺駅間）があり、国土交通省はこちらを支持していたが、こちらも動きは無い。